# Ben (kroppsdel)
Ett ben är en kroppsdel som är en viktig del av skelettet och ansvarar för att bära kroppens vikt, möjliggöra förflyttning och ge stabilitet. Varje ben i underkroppen består av lårbenet (femur) och underbenet, som utgörs av skenbenet (tibia) och vadbenet (fibula). Lårbenet och underbenet förenas genom knäleden och fäster vid bäckenet genom höftleden. 

Människans benstruktur: Visar bäckenet (pelvis), lårbenet (femur), knäleden, skenbenet (tibia) och vadbenet (fibula), som tillsammans utgör skelettet i den nedre extremiteten

## Anatomi

### Lårben
Lårbenet (femur) är kroppens längsta, tyngsta och starkaste ben. Det spelar en viktig roll i att bära upp kroppsvikten och möjliggöra rörelse i höft- och knälederna.
- Lårbenshalsen: Den övre delen av lårbenet har en cylindrisk hals som smalnar av när den närmar sig lårbenshuvudet (caput femoris). Lårbenshalsen har en vinkel på cirka 128 grader i förhållande till lårbenets skaft, vilket möjliggör optimal rörelse i höftleden. Denna vinkel tenderar att minska med åldern, vilket kan påverka rörlighet och belastning på höften.
- Trokanter major och trokanter minor: Två framträdande benutskott under lårbenshalsen. Trokanter major och minor fungerar som fästpunkter för flera viktiga muskler som styr höft- och knärörelser.
- Knäled: Längst ner på lårbenet bildas knäleden tillsammans med skenbenet (tibia), som möjliggör flexion och extension av benet.[1]
- Höftled: Högt upp i lårbenet finns lårbenshuvudet (caput femoris), som passar in i bäckenets ledpanna (acetabulum), och tillsammans bildar de höftleden (articulatio coxa). Ledpannan utgörs av bäckenbenens tre delar: os ilium, os ischii och os pubis. Denna kulled möjliggör rörelser i flera riktningar och är avgörande för rörlighet och stabilitet i överkroppen. I höftleden är rörelser möjliga längs tre huvudsakliga plan:
  - Sagittalplanet: Flexion (0–160°) och extension (0–30°).
  - Frontalplanet: Abduktion (0–45°) och adduktion (0–30°).

Illustration av kroppens anatomiska plan: frontalplan (blått), transversalplan (grönt) och sagittalplan (gult).

  - Illustration av kroppens anatomiska plan: frontalplan (blått), transversalplan (grönt) och sagittalplan (gult). Transversalplanet: Utåtrotation (0–60°) och inåtrotation (0–40°).  Dessa rörelser gör höftleden viktig för gång, balans och många komplexa rörelser.

### Underben
Underbenet består av två ben:
- Skenben (tibia): Det starkare av de två benen, ansvarigt för att bära kroppens vikt.
- Vadben (fibula): Det tunnare benet, som ger stöd och stabilitet.

Underbenet förenas med lårbenet i knäleden och slutar distalt i fotleden (talocruralleden), vilket möjliggör stabilitet och rörelse i nedre extremitet.

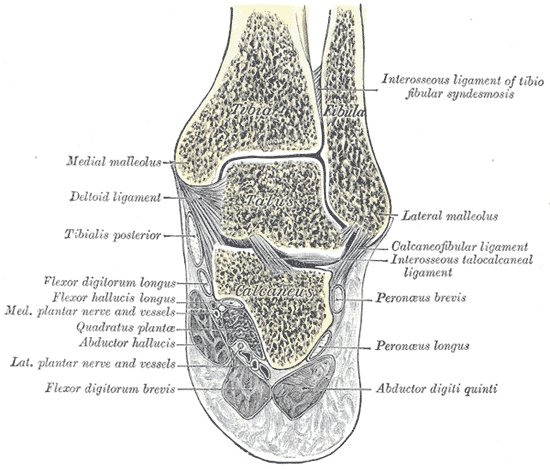
Illustration över underbenens nedersta del, där tibia och fibula tillsammans med os talus bildar talocruralleden (fotleden)

## Muskulatur
Adduktion utförs av de medialt belägna adduktormusklerna: musculus adductor longus, musculus adductor brevis, musculus adductor magnus och musculus gracilis. Abduktion i leden sköts av musculus gluteus maximus, musculus gluteus medius och musculus gluteus minimus.
Fotvalvens främsta uppgifter är att konservera isättningsenergin då foten sätts ned på underlaget. Denna energi lagras i ligament, muskler och senor. Då foten lyfts återanvänds den konserverade energin. Kroppsvikten fördelas även på grund av fotvalvens utformning över hälen och metatarsalbenshuvudena. Stigbygeln är valvet skapat av senorna från Tibialis Anterior, tibialis posterior och peroneus longus.

## Benens längd
Beninnerlängden är ett kroppsmått som mäts från grenen till golvet. Hos nyfödda utgör benen cirka 30 % av kroppslängden, proportioner som är desamma som nyfödda ungar av chimpanser, gorillor och gibboner. Proportionerna ändras under uppväxten, och människan får jämfört med aporna mycket längre ben. I västvärlden är medellängden på benen hos vuxna ungefär 45 % av den totala kroppslängden. En studie av brittiska 18-åringar visade att männens genomsnittliga benlängd var 47,2 % av kroppslängden, och att kvinnornas var 46,5 %. Under 1900-talet har människors kroppslängd ökat, vilket beror på att benen blivit längre.
Benens längd är relaterad till hälsan. Korta ben kan indikera att energiförrådet varit magert under uppväxten, och att resurserna inte räckt till att utveckla längre ben; benen är de mest känsliga delarna för näringsbrist under uppväxten varför benlängden är en indikatior för socioekonomiska villkor under barndomen. Korta ben på män har visat sig korrelera med högre risk för att utveckla kardiovaskulära sjukdomar.
Benens relativa längd korrelerar också med fysisk attraktivitet. Kvinnor med relativt längre ben bedöms som regel som mer attraktiva än dem med kortare, medan det för männens attraktivitet ofta bedöms vara tvärt om. Mot detta har en polsk studie visat att de studier som uppfattningen bygger på varit förvanskade: kroppsbredden på de bilder som bedömts i undersökningarna hade blivit större av att ben gjorts kortare. Den polska undersökningen visade i stället att 5 % längre ben än genomsnittet, för båda könen, ansågs vara mest attraktivt, det vill säga ben som är något mer än 50 % av den totala kroppslängden.